# Les Roques (Erinyà, partida)
Les Roques, és una partida en part constituïda sobretot per roques del terme municipal de Conca de Dalt, al Pallars Jussà, a l'antic terme de Toralla i Serradell, en el territori del poble d'Erinyà.
Està situada al sud-est del Tossal dels Corbs i de la Rebollera, a la dreta de la llau de Fenós i a l'esquerra de la llau de la Font de Tuiro.